# Нижний Одес (река)
Нижний Одес (Войвож) — река в России, протекает по территории муниципального района Сосногорск Республики Коми. Устье реки находится в 370 км по правому берегу реки Ижма. Длина реки составляет 80 км.
Притоки — Чаща-Ёль и Лунвож.

## Данные водного реестра
По данным государственного водного реестра России относится к Двинско-Печорскому бассейновому округу, водохозяйственный участок реки — Печора от впадения реки Уса до водомерного поста Усть-Цильма, речной подбассейн реки — Печора ниже впадения Усы. Речной бассейн реки — Печора.
Код объекта в государственном водном реестре — 03050300112103000075915.